# La Colère du Marsupilami
La Colère du marsupilami est la cent vingt-sixième histoire et le cinquante-cinquième tome de la série Spirou et Fantasio. Il marque le retour du personnage du marsupilami, dont la dernière apparition dans la série datait de l'épisode Le Faiseur d'or, publié en 1969 dans Spirou et sorti en album en 1970.

## Résumé
Ayant découvert, à la fin de l'album précédent, une photo qui le mettait en scène avec le Marsupilami, Spirou se rend compte qu'il n'a plus aucun souvenir de cette aventure. Fantasio et lui finissent par découvrir la vérité : c'est Zantafio, le cousin maléfique de Fantasio qui, en utilisant un appareil à zorglonde de Zorglub, les a jadis hypnotisés pour leur voler le Marsupilami, qu'il voulait vendre à un riche collectionneur. Ce faisant, il a effacé de leur mémoire leur ancien compagnon. Spirou et Fantasio parviennent à retrouver Zantafio - qui, depuis L'Homme qui ne voulait pas mourir, se cache toujours pour échapper à la mafia russe - et le forcent à les conduire en Palombie, pour y retrouver le Marsupilami dans la jungle.

## Personnages
- Personnages récurrents
  - Spirou
  - Fantasio
  - Spip
  - le Marsupilami
  - le comte de Champignac

- Personnages importants liés à l'album

- - Zantafio
  - La rédaction du journal de Spirou : Prunelle et Lebrac, personnages de l'univers de la série Gaston, font plusieurs apparitions, tandis que Gaston apparaît furtivement en arrière plan.
  - M. De Mesmaeker, autre personnage de Gaston, apparaît également dans l'album, au cours d'une scène où il tente vainement de discuter au téléphone de ses contrats avec Fantasio.

## Autour de l'album
Le marsupilami, dont les droits, contrairement à ceux des personnages de Spirou et Fantasio, appartenaient à son créateur André Franquin, avait disparu sans explication lorsque ce dernier avait, en 1969, passé les rênes de la série à Fournier (qui avait été cependant autorisé à l'employer dans sa première histoire). Franquin souhaitait continuer à faire vivre le personnage dans des aventures indépendantes et avait cédé les droits du personnage à Marsu Productions, qui a publié les albums de la série Marsupilami. Dupuis ayant racheté en 2013 l'éditeur Marsu Productions et récupéré les droits du personnage, Yoann et Vehlmann remettent en scène le Marsupilami en fournissant une raison à sa disparition. Par la même occasion, les divers personnages de la rédaction de Spirou qui étaient restés dans la série dérivée Gaston refont leur apparition ici.
Afin de marquer le retour du marsupilami, Yoann et Vehlman signent une double couverture pour le no 4051/4052 Spécial Noël du 2 décembre 2015 du Journal de Spirou montrant Spirou, ému aux larmes, Fantasio, surpris, et Spip, découvrant le marsupilami sous le sapin de Noël, au milieu des paquets cadeaux.

## Publication

### Périodique
- L'histoire a été publiée dans le Journal de Spirou du no 4051/4052 du 2 décembre 2015 au no 4060 du 3 février 2016[3]

### Album
- Édition originale : 54 planches, soit 56 pages, 30 cm x 21,8 cm, décors de Fred Blanchard, couleurs de Laurence Croix, avec une préface de 8 pages La véritable histoire du Marsupilami par Kid Toussaint, Dupuis, 2016 (DL 03/2016)  (ISBN 978-2-8001-6367-3)[4],[5]
- Tirage de Tête : 136 pages, 30,5 cm x 41 cm, contient les crayonnés de chaque page et les planches encrées en noir et blanc, avec un carnet graphique de 24 pages (noir et blanc et couleurs) comprenant 11 pages de recherches et croquis réalisés par Yoann pour le film d'Alain Chabat Sur la piste du Marsupilami sorti en 2012, édition limitée à 200 ex. numérotés et signés, avec un ex-libris, plus deux ex-libris exclusifs réservés aux clients du site de l'éditeur, Khani éditions, 2017 (DL 01/2017)  (ISBN 978-2-87571-032-1)[6]